# Steven de Jongh
Steven de Jongh, född 25 november 1973 i Alkmaar, är en nederländsk professionell tävlingscyklist. Han tävlar sedan 2006 för det belgiska UCI ProTour-stallet Quick Step-Innergetic. Steven de Jongh är främst känd som spurtare.

## Karriär
De Jongh blev professionell 1995 med det nederländska stallet TVM. Han tävlade med dem till och med slutet av 1999. Mellan 2000 och 2005 var han kontrakterad av det nederländska stallet Rabobank, men sedan 2006 tävlar han för Quick Step-Innergetic.
Den nederländska cyklisten har bland annat vunnit Kuurne-Bryssel-Kuurne två gånger, 2004 och 2008. Han vann också E3 Prijs Vlaanderen 2003. de Jongh är tvåfaldig vinnare av Veenendaal–Veenendaal, och vann tävlingen 2000 och 2001.
I mars 2008 slutade han tvåa på Dwars door Vlaanderen efter fransmannen Sylvain Chavanel. I augusti samma säsong vann de Jongh den nederländska tävlingen Tour de Rijke.
Steven de Jongh slutade trea på etapp 1 av Dunkirks fyradagars i maj 2009 bakom Kenny Van Hummel och Sylvain Chavanel. Senare samma månad slutade han trea på Dutch Food Valley Classic. I juli bestämde han sig för att han tänkte avsluta sin karriär i slutet av säsongen. Han hade då varit professionell cyklist under 15 säsonger. Han tänkte dock fortsätta arbeta med cykelsporten. Han slutade tvåa på Mandel-Leie- Schelde bakom Nick Nuyens. I september 2009 slutade de Jongh trea på GP Rik Van Steenbergen bakom Niko Eeckhout och Stefan Van Dijk. Han slutade på andra plats på GP Briek Schotte bakom Eeckhout. Den 18 september vann han Kampioenschap van Vlaanderen - Koolskamp. Steven de Jongh slutade på femte plats på Circuit Franco-Belge bakom Tyler Farrar, Tom Boonen, Roger Hammond och Juan José Haedo.

## Meriter

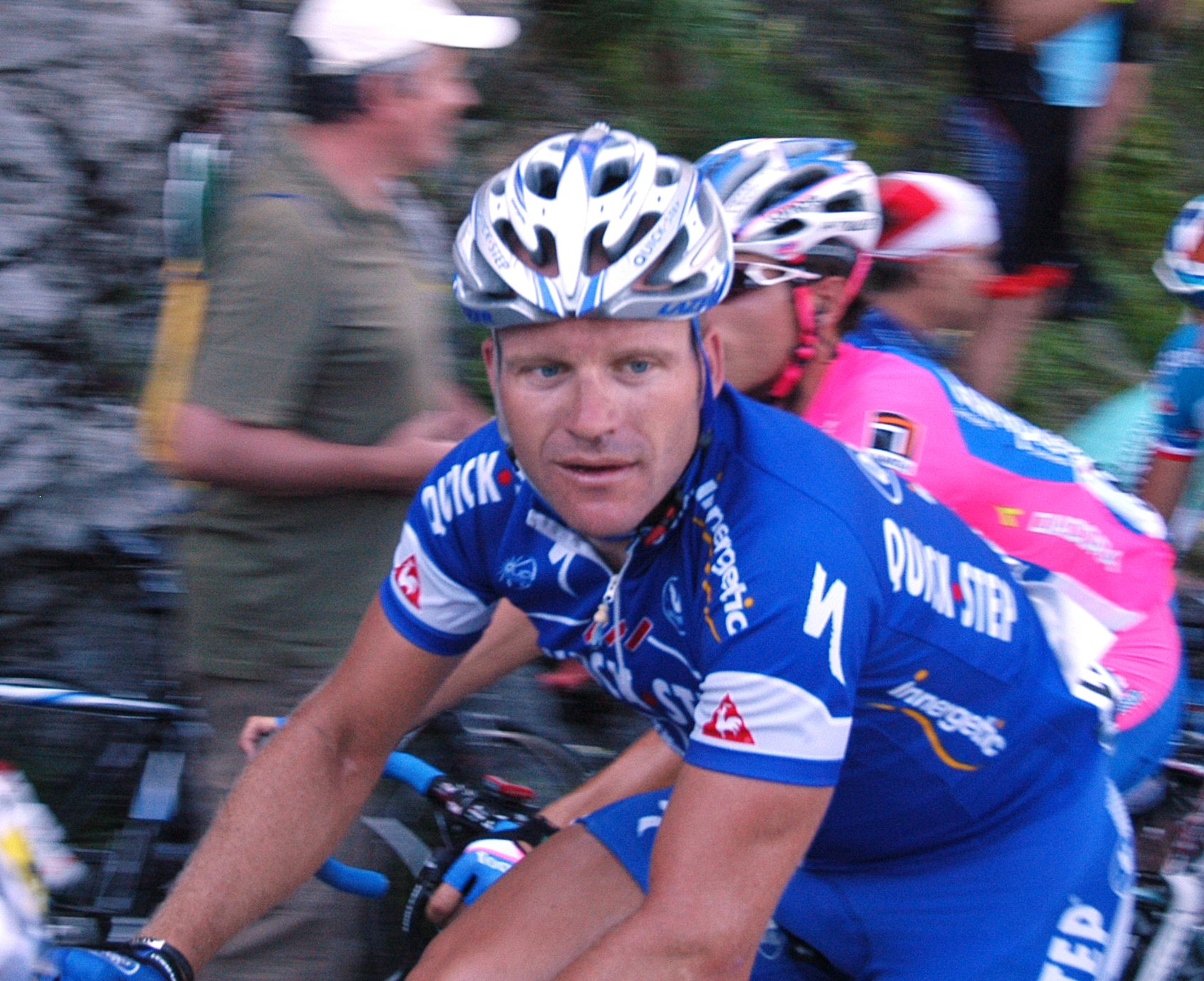
Steven de Jongh cyklade för Quick Step under Tour de France 2007.

1994
Etapp 11 Commonwealth Bank Classic
Dokkum Woudenomloop
Ronde van Zuid-Holland
Etapp 6 Olympia's Tour
1995
Nederländsk U23-mästare på landsväg
PWZ Zuidenveld Tour
Etapp 1 Polen runt
1997
Helchteren criterium
Houtem criterium
Etapp 3 Vuelta Ciclista a Burgos
Etapp 3 Boland Bank Tour
1998
Mijl van Mares
Postgirot Open
Etapp 2 Postgirot Open
Etapp 4 Étoile de Bessèges
1999
Etapp 7 Tirreno-Adriatico
Etapp 4 Vuelta a Castilla y León
Etapp 2 Giro della Provincia di Lucca
2000
Henk Vos Memorial
Nationale Sluitingsprijs
Schaal Sels
Veenendaal–Veenendaal
Buggenhout criterium
2001
Veenendaal–Veenendaal
2002
Schaal Sels
Rund um den Flughafen Köln-Bonn
Etapp 1B Postgirot Open
Etapp 2 Postgirot Open
Ruddervoorde criterium
Etapp 2 Nederländerna runt
2003
Schaal Sels
E3 Prijs Vlaanderen
Etapp 3A, Panne tredagars
2004
Kuurne-Bryssel-Kuurne
Zele criterium
2005
Nokere Koerse
2006
Etapp 3 De Panne tredagars
Steenwijk criterium
Ronde van Midden-Zeeland
2007
Etapp 1 Tour of Qatar
GP Briek Schotte
Omloop van het Houtland
Omloop Wase Scheldeboorden
2008
Kuurne-Bryssel-Kuurne
Tour de Rijke
2009
Kampioenschap van Vlaanderen-Koolskamp

## Stall
- TVM-Farm Frites 1996–1999
- Rabobank 2000–2005
- QuickStep-Innergetic 2006–2009